# Valtierra
Valtierra là một đô thị trong tỉnh và cộng đồng tự trị Navarre, Tây Ban Nha. Đô thị này có dân số là 2.410 người, diện tích 49,891 km2. Đô thị nằm ở độ cao 263 m trên mực nước biển. Valtierra nằm trong khu vực có ngôn ngữ chính thức là tiếng Castilla còn tiếng Basque là ngôn ngữ không chính thức.
Các đô thị giáp ranh: Arguedas, Castejón, Alfaro, Cadreita, Bardenas Reales,

## Biến động dân số
| Biến động dân số theo thời gian                         | Biến động dân số theo thời gian | Biến động dân số theo thời gian | Biến động dân số theo thời gian | Biến động dân số theo thời gian | Biến động dân số theo thời gian | Biến động dân số theo thời gian | Biến động dân số theo thời gian | Biến động dân số theo thời gian | Biến động dân số theo thời gian | Biến động dân số theo thời gian |
| 1996                                                    | 1998                            | 1999                            | 2000                            | 2001                            | 2002                            | 2003                            | 2004                            | 2005                            | 2006                            | 2007                            |
| ------------------------------------------------------- | ------------------------------- | ------------------------------- | ------------------------------- | ------------------------------- | ------------------------------- | ------------------------------- | ------------------------------- | ------------------------------- | ------------------------------- | ------------------------------- |
| 2 459                                                   | 2 423                           | 2 422                           | 2 430                           | 2 430                           | 2 441                           | 2 430                           | 2 433                           | 2 415                           | 2 516                           | 2 526                           |
| Nguồn: Valtierra et instituto de estadística de navarra |                                 |                                 |                                 |                                 |                                 |                                 |                                 |                                 |                                 |                                 |

==Tham khảo==